# Odontolytes teutoniae
Odontolytes teutoniae är en skalbaggsart som beskrevs av Zdzisława Stebnicka 2002. Odontolytes teutoniae ingår i släktet Odontolytes och familjen Aphodiidae. Inga underarter finns listade i Catalogue of Life.